# Neferkare V
Neferkare V of Neferkare Tereru was een farao van de 7e dynastie van de Egyptische oudheid. Zijn naam betekent "Schitterend is de Ka van Re!" en "Gerespecteerd door".
Van deze koning is zeer weinig bekend. Zijn naam komt voor in de Koningslijst van Abydos. Er worden geen artefacten of overblijfselen van hem genoemd.

## Bron
- Www.phouka.com - voor de troonnaam